# Hostan
Hostan je značka piva vyráběného společností Heineken Česká republika. Do roku 2005 se vařil ve Znojmě.

## Historie
Roku 1278 uděluje Rudolf I., řečený Kaše, městu Znojmu várečné a mílové právo, při tažení z bitvy na Moravském poli. Roku 1363 je v Losunkové knize z doby Karla IV. uvedeno několik pravovárečných měšťanů – mezi nimi i sládek Hostan.
Do roku 2005 se pivo Hostan vařilo ve Znojmě v pivovaru, kde od roku 2015 funguje Znojemský městský pivovar. V roce 1974 měl znojemský pivovar výstav piva 246 595 hl, který se až do jeho zrušení v roce 2009 nepodařilo překonat. Od roku 2000 se ve Znojmě vařily 4 druhy piva. V roce 2003 byl pivovar Hostan prodán nizozemskému koncernu Heineken. V roce 2005 byla výroba piva značky přesunuta do pivovaru v Brně. Výrobu piva ve Znojmě nahradila výroba sudových nasycených limonád s citrónovou a kolovou příchutí pod značkou ZULU. Dne 15. června 2009 výroba piva Hostan ve Znojmě definitivně končí.
Pod značkou Hostan vaří dále pivo nadnárodní společnost Heineken.

## Vařená piva
- světlý ležák
- výčepní světlé